# Cir-El
Cir-El è un personaggio dei fumetti statunitensi pubblicati da DC Comics. La presunta figlia di Superman comparve per la prima volta in Superman: The 10 Cent Adventures. Creata da Steven Seagle e Scott McDaniel, fu una delle tante supereroine note come Supergirl.

## Biografia del personaggio

### Superman: The 10 Cent Adventures
Quando un criminale impazzito di nome Radion attaccò Metropolis, una giovane donna in costume saltò nella battaglia e gettò il criminale in un reattore nucleare (di fronte ad un troupe televisiva e a Lois Lane). La ragazza si identificò come Supergirl, la figlia di Superman. Infuriata, Lois parlò con il supereroe, accusandolo di avere una relazione e rifiutando di credere alla sua dichiarazione d'innocenza, dato che "Supergirl" gli somigliava molto. Tuttavia, dopo una tazza del nuovo caffè "Yes", Lois si calmò improvvisamente e scaricò Supergirl come uno stratagemma del criminale, finché la ragazza non atterrò di fronte a lei e la chiamò "Mamma". Superman parlò con la ragazza, e capì di avere di fronte la figlia che avrebbe avuto con Lois, e che il suo nome era "Cir-El". Cir-El gli disse di provenire dal futuro, e che fu portata nel passato dai Futursmiths. Quando Superman incontrò i Futursmiths, questi gli mostrarono un futuro orribile, con mostri robotici che attaccavano i civili, e vide anche sé stesso attaccare i civili come Superman cibernetico. I Futursmiths gli dissero che la morte di Cir-El avrebbe prevenuto questo futuro, e non appena questi si lanciarono all'attacco, Superman volò dalla ragazza e la portò in salvo. Ai Laboratori S.T.A.R. confermarono la parentela di Cir-El con Superman, ma non con Lois. Nonostante la sua identità, Superman considerò Cir-El un membro della famiglia.
Cir-El aiutò Superman a sconfiggere un Bizzarro ammalato. Successivamente, fu aiutata da Natasha Irons e Girl 13 a sconfiggere un ninja super umano malato di vendetta che stava uccidendo Superman. Quando Superman e Batman si ritrovarono con una taglia sopra la testa, impostagli dal Presidente Luthor in Superman/Batman "Public Enemies", Cir-El si alleò con Superboy, Krypto, Natasha Irons e la Batman Family per salvarli. Batman, non essendo stato catturato, salvò lei e Superboy da una trappola alla kryptonite nella Casa Bianca.
Superman fu scioccato quando, mentre parlava con Cir-El, lei cambiò in una giovane donna arrabbiata di nome Mia, che odiava la persona di Cir-El. Kelex, il robot kryptoniano di Superman confermò successivamente che Cir-El non era la figlia biologica di Superman (nonostante le prove dei Laboratori S.T.A.R.). Per quanto il DNA della ragazza aveva degli attributi kryptoniani, era primariamente umana.

### Storia rinarrata
Il disastro colpì quando comparve un Superman futuro e mostrò a Superman un futuro devastante dove Lois morì, Wonder Woman e Batman divennero robot a causa di un virus nanotecnologico presente nel caffè "Yes" e Cir-El era intrappolata in un gigantesco robot Brainiac. Brainiac rivelò che Cir-El era il suo "cavallo di Troia", che lui considerava parte di sé nell'unica cosa che sapeva che Superman non avrebbe mai ferito: sua "figlia". Cir-El fu creata da Brainiac innestando un po' di DNA kryptoniano nel corpo di Mia. Quindi impiantò in lei dei falsi ricordi e ordinò ai suoi servi, i Futursmith, di inviarla nel mondo (insieme al nanovirus che lei inserì nel caffè "Yes" perché proliferasse e distruggesse la popolazione), al fine inconsapevole di alterare il futuro, e portare Superman a creare un corpo sintetico per salvare Lois dalla sua infezione da "Yes" nel futuro (per farlo poi abitare da Brainiac). Inorridita, Cir-El si gettò in un portale temporale per evitare a sé stessa di nascere, prevenendo così questo possibile futuro.

### Il ritorno di Cir-El
Grazie agli sforzi del viaggio temporale di Bizzarro in Superman/Batman n. 24, Cir-El riuscì ad unirsi a Linda Danvers, a Kara Zor-El (una la versione pre-Crisi e l'altra post-Crisi di Supergirl) e a Power Girl per salvare Superman dal Muro della Fonte. Le ragazze riuscirono nel loro piano, ma Superman riconobbe solo Kara, Power Girl e Linda, dato che Cir-El e la Kara Zor-El pre-Crisi derivavano da due linee temporali cancellate precedentemente.
Cir-El e le altre Supergirls assistettero quindi Superman e Batman nel combattimento in una realtà alternativa contro varie minacce derivanti da molte dimensioni alternative. Alla fine del combattimento, Mister Mxyzptlk inviò Cir-El e chiunque fosse coinvolto nei propri luoghi di derivazione.

## Poteri e abilità
Ibrido di origini umane/kryptoniane, Cir-El assorbe la luce solare per ottenere super forza e super velocità, super udito ed invulnerabilità. Originariamente, invece di volare, Cir-El era solita saltare per lunghe distanze, anche se la si vide volare in Superman/Batman n. 5, e poi ancora nel n. 24. Il suo potere "primario" è l'abilità di rilasciare l'energia solare assorbita dal palmo delle mani e di farla scaturire in scariche di radiazioni solari rosse che si chiamano "Red Sunburst" (tipiche radiazioni che determinano la perdita dei poteri di Superman), e che colpiscono l'avversario con una grande potenza ed un intenso calore. Come Superman, anche lei è vulnerabile alla kryptonite.
L'altro ibrido umano/kryptoniano, Superboy, ereditò poteri più tradizionali a causa del suo DNA kryptoniano al 50%, come il DNA di Cir-El è primariamente umano, con l'innesto successivo di attributi kryptoniani.

## Altre versioni
In Superman/Batman Generation vol. 3, la bis-bis-nipote di Superman, Lara, ha i capelli scuri corti ed un'uniforme molto simile a quella di Cir-El (un corpetto nero con un mantello blu).